# A Grand Theft Auto IV zenei listája
Az itt látható lista a Grand Theft Auto IV rádióadóinak zenei listáját tartalmazza.

## Zenei adók

### The Beat 102.7
DJ: DJ Mister Cee és The Evil Genius DJ Green Lantern

Stílus: Hiphop
- Styles P - What's The Problem
- Uncle Murda - Anybody Can Get It
- Qadir - Nickname
- Busta Rhymes - Where's My Money
- Maino - Getaway Driver
- Red Cafe - Stick'm
- Tru Life - Wet 'Em Up
- Johnny Polygon - Price on Your Head
- Swizz Beatz - Top Down
- Nas - War is Necessary
- Kanye West feat. Dwele - Flashing Lights
- Joell Ortiz feat. Jadakiss & Saigon - Hip Hop (Remix)
- Fat Joe feat. Lil Wayne - The Crackhouse
- Mobb Deep - Dirty New Yorker
- Ghostface Killah feat. Kid Capri - We Celebrate
- Styles P feat. Sheek Louch & Jadakiss - Blow Ya Mind (Remix)
- Papoose - Stylin'

### The Classics 104.1
DJ: Mixed by DJ Premier

Stílus: Oldschool hiphop
- Group Home - Supa Star
- Brand Nubian - All for One
- Special Ed - I Got It Made
- Jeru the Damaja - D. Original
- Marley Marl feat. Craig G - Droppin' Science
- MC Lyte - Cha Cha Cha
- Audio Two - Top Billin'
- Stetsasonic - Go Stetsa
- T. La Rock & Jazzy Jay - It's Yours
- Gang Starr - Who's Gonna Take the Weight
- Main Source feat. Nas & Akinyele - Live at the Barbecue

### Electro-Choc
DJ: François Kevorkian

Stílus: elektronikus/dance
- Padded Cell - Signal Failure
- Black Devil Disco Club - The Devil in Us (Dub)
- One + One - No Pressure (Deadmau5 Remix)
- Alex Gopher - Brain Leech (Bugged mind remix)
- K.I.M. - B.T.T.T.T.R.Y. (Bag Raiders Remix)
- Simian Mobile Disco - Tits and Acid
- Nitzer Ebb - Let Your Body Learn
- Kavinsky - Testarossa Autodrive (SebastiAn Remix)
- Chris Lake vs. Deadmau5 - I Thought Inside Out (Original Mix)
- Boys Noize - & Down
- Justice - Waters of Nazareth
- Killing Joke - Turn to Red
- Playgroup - Make it Happen
- Liquid Liquid - Optimo
- Crookers feat. Nic Sarno - Boxer

### Fusion FM
DJ: Roy Ayers

Stílus: Funk/jazz
- David Axelrod & David McCallum - The Edge
- Roy Ayers - Funk in the Hole
- Gong - Heavy Tune
- David Axelrod - Holy Thursday
- Grover Washington, Jr. - Knucklehead
- Aleksander Maliszewski - Pokusa
- Ryo Kawasaki - Raisins
- Marc Moulin - Stomp
- Billy Cobham - Stratus
- Tom Scott & The L.A. Express - Sneakin' in The Back

### IF99 - International Funk
DJ: Femi Kuti

Stílus: Funk/afrobeat
- Lonnie Liston Smith - A Chance for Peace
- War - Galaxy
- The O'Jays - Give the People What They Want
- Gil Scott-Heron - Home Is Where the Hatred Is
- The Meters - Just Kissed My Baby
- Mandrill - Livin' It Up
- Manu Dibango - New Bell
- Fela Kuti - Sorrow, Tears & Blood
- Femi Kuti - Truth Don Die
- Creative Source - Who Is He and What Is He to You
- Hummingbird - You Can't Hide Love
- Fela Kuti - Zombie

### JNR - Jazz Nation Radio 108.5
DJ: Roy Haynes

Stílus: Jazz
- Count Basie - April in Paris
- John Coltrane - Giant Steps
- Chet Baker - Let's Get Lost
- Art Blakey and The Jazz Messengers - Moanin'
- Miles Davis - Move
- Charlie Parker - Night and Day
- Roy Haynes - Snap Crackle
- Sonny Rollins - St. Thomas
- Duke Ellington - Take the A Train
- Dizzy Gillespie - Whisper Not (Big Band)

### The Journey
DJ: egy számítógép

Stílus:
- Global Communication - 5:23 (Maiden Voyage)
- Terry Riley - A Rainbow in Curved Air
- Steve Roach - Arrival
- Michael Shrieve - Communique 'Approach Spiral'
- Jean-Michel Jarre - Oxygène, Pt 4
- Philip Glass - Pruit Igoe
- Tangerine Dream - Remote Viewing
- Aphex Twin - #16
- Ray Lynch - The Oh of Pleasure

### K109 - The Studio
DJ: Karl Lagerfeld

Stílus: Diszkó
- Peter Brown - Burning Love Breakdown
- Tamiko Jones - Can't Live Without Your Love
- Gino Soccio - Dancer
- Suzy Q - Get On Up and Do It Again
- Electrik Funk - On a Journey
- Don Ray - Standing in the Rain
- Cerrone - Supernature
- Rainbow Brown - Till You Surrender
- Harry Thumann - Under Water
- Skatt Brothers - Walk the Night

### L.C.H.C - Liberty City Hardcore
DJ: Jimmy Gestapo

Stílus: Hardcore punk
- Murphy's Law - A Day in the Life
- Maximum Penalty - All Your Boyz
- Underdog - Back to Back
- Leeway - Enforcer
- Sick of It All - Injustice System
- Cro-Mags - It's the Limit
- Sheer Terror - Just Can't Hate Enough (Live)
- Bad Brains - Right Brigade
- Killing Time - Tell Tale
- Agnostic Front - Victim in Pain

### Liberty Rock Radio 97.8
DJ: Iggy Pop

Stílus: Klasszikus rock
- The Smashing Pumpkins - 1979
- Godley & Creme - Cry
- The Sisters of Mercy - Dominion/Mother Russia
- Stevie Nicks - Edge of Seventeen
- Electric Light Orchestra - Evil Woman
- David Bowie - Fascination
- Hello - New York Groove
- Black Sabbath - Heaven and Hell
- Bob Seger & The Silver Bullet Band - Her Strut
- The Stooges - I Wanna Be Your Dog
- Genesis - Mama
- Q Lazzarus - Goodbye Horses
- Queen - One Vision
- The Black Crowes - Remedy
- Joe Walsh - Rocky Mountain Way
- Heart - Straight On
- Steve Marriot's All Stars - Cocaine
- Thin Lizzy - Jailbreak
- The Who - The Seeker
- Elton John - Street Kids
- ZZ Top - Thug
- R.E.M. - Turn You Inside-Out

### Massive B Soundsystem 96.9
DJ: Bobby Konders

Stílus: Dancehall
- Burro Banton - Badder Den Dem
- Choppa Chop - Set It Off
- Mavado - Real Mckoy
- Jabba - Raise It Up
- Bunji Garlin - Brrrt
- Richie Spice - Youth Dem Cold
- Chuck Fenda - All About Da Weed
- Chezidek - Call Pon Dem
- Mavado - Last Night
- Spragga Benz - Da Order
- Bounty Killer - Bullet Proof Skin
- Shaggy - Church Heathen
- Munga - No Fraid A
- Buju Banton - Driver

### Radio Broker
DJ: Juliette Lewis

Stílus: Alternatív rock
- The Boggs - Arm in Arm (Shy Child Mix)
- Cheeseburger - Cocaine
- Get Shakes - Disneyland, Pt 1
- LCD Soundsystem - Get Innocuous!
- The Prairie Cartel - Homicide (999 cover)
- Juliette and the Licks - Inside the Cage (David Gilmour Girls remix)
- U.N.K.L.E. feat. The Duke Spirit - Mayday
- The Rapture - No Sex For Ben
- Tom Vek - One Horse Race
- Teenager - Pony
- Les Savy Fav - Rage in the Plague Age
- White Light Parade - Riot in the City
- Deluka - Sleep Is Impossible
- The Black Keys - Strange Times
- The Pistolas - Take It with a Kiss
- Ralph Myerz - The Teacher
- Greenskeepers - Vagabond
- Whitey - Wrap It Up
- !!! - Yadnus

### San Juan Sounds
DJ: Daddy Yankee

Stílus: Latin/reggaeton
- Calle 13 - Atrévete-te-te
- Daddy Yankee - Impacto
- Hector El Father - Maldades
- Voltio feat. Jowell y Randy - Pónmela
- Don Omar - Salió El Sol
- Wisin & Yandel - Sexy Movimiento
- Tito El Bambino feat. Jowell, Randy, & De La Ghetto - Siente El Boom (Remix)
- Angel y Khriz - Ven Baílalo

### Tuff Gong Radio
DJ: Carl Bradshaw

Stílus: Reggae/dub
- Stephen Marley - Chase Dem
- Bob Marley and the Wailers - Concrete Jungle (ki nem adott eredeti jamaikan Verzió)
- Bob Marley and the Wailers - Pimper's Paradise
- Bob Marley and the Wailers - Rat Race
- Bob Marley and the Wailers - Rebel Music (3 O'Clock Roadblock)
- Bob Marley and the Wailers - Satisfy My Soul
- Bob Marley and the Wailers - So Much Trouble in the World
- Bob Marley and the Wailers and Damian Marley - Stand Up Jamrock
- Bob Marley and the Wailers - Wake Up & Live (1. és 2. rész)

### The Vibe 98.8
DJ: Vaughn Harper

Stílus: Soul/R&B
- R. Kelly - Bump n' Grind
- Mtume - C.O.D. (I'll Deliver)
- Alexander O'Neal - Criticize
- RAMP - Daylight
- The Isley Brothers - Footsteps in the Dark
- Jodeci - Freek'n You
- Lloyd - Get It Shawty
- Jill Scott - Golden
- Loose Ends - Hangin' On A String
- Freddie Jackson - Have You Ever Loved Somebody
- Dru Hill - In My Bed (So So Def remix)
- Marvin Gaye - Inner City Blues (Make Me Wanna Holler)
- Minnie Riperton - Inside My Love
- Barry White - It's Only Love Doing Its Thing
- C.J. - I Want You
- The SOS Band - Just Be Good To Me
- Ginuwine - Pony
- Raheem DeVaughn - You
- Ne-Yo - Because of You

### Vladivostok FM
DJ: Ruszlana

Stílus: Kelet-Európa zenéi
- Gruppa Kino - Gruppa Krovi
- Marakesh - Jdat
- Zvery - Kvartira
- Seryoga - King Ring
- Seryoga - Liberty City: The Invasion
- Splin - Liniya Zhizni
- Basta - Mama
- Leningrad - Nikogo ne Zhalko
- Ranetki - O Tebe
- Dolphin - RAP
- Glukoza - Schweine
- Ruszlana - Wild Dances (ukrán verzió)
- Oleg Kvasha - Zelenoglazoe Taksi (Club Remix)

## Beszélgetős csatornák

### Integrity 2.0
Műsorvezető: Lazlow
Témák: Beszélgetések

### PLR - Public Liberty Radio
Műsor: The Seance
Műsorvezető: Beatrix Fontaine
Témák: Beszélgetések hallgatók betelefonálásával
Műsor: Pacemaker
Műsorvezetők: Ryan Mcfallon, Sheila Stafford, Wilson Taylor Sr., Mason Waylon
Témák: Beszélgetések
Műsor: Intelligent Agenda
Műsorvezetők: Mike Riley, Brandon Roberts, John Hunter, Zachary Tyler
Témák: Beszélgetések

### WKTT - We Know The Truth
Műsor: Richard Bastion Show
Műsorvezető: Richard Bastion (Jason Sudeikisről mintázva)
Témák: Jobboldali politika
Műsor: Just or Unjust
Műsorvezető(k): (TBA)
Témák: Informatika és jog
Műsor: Fizz!
Műsorvezető(k): (TBA)
Témák: (TBA)